# ヘミセルロース
ヘミセルロース(hemicellulose)は、植物細胞壁に含まれる水に不溶性の多糖類で、セルロース以外のものの総称。
1891年にE.シュルツェによって発見された。発見当初はセルロース生合成の中間体と見なされていたが、現在では異なる多糖であることが知られている。植物の細胞壁でリグニンやセルロースと共に複合体を形成しており、その存在比は植物によって異なるがおおよそ30%前後である。成分はキシランやマンナンのほか、グルコマンナンやグルクロノキシランなどのような複合多糖もある。キシランはキシロースの材料として工業的に利用されている。また、食品に含まれている食物繊維の一部を占める。